# Gabriel Cramer
Gabriel Cramer   (Ginebra, 31 de juliol de 1704 - Banhòus de Céser, 4 de gener de 1752) fou un matemàtic suís.

## Biografia
Era fill de Jean Isaac Cramer, que era metge a la localitat de Ginebra, i Anne Mallet Cramer, de la qual no se'n coneixen més dades. El matrimoni tingué tres fills i tots arribaren a l'èxit acadèmic, com el seu pare. El 1722, amb divuit anys, va presentar la seva tesi de final d'estudis sobre la teoria del so i se li va concedir la graduació. Dos anys després es va presentar a la càtedra de Filosofia a l'Académie de Calvin (actualment universitat de Ginebra), però en haver-hi dos aspirants més es va decidir concedir-la al més experimentat, Amedíe de la Rive, mentre a Cramer i a l'altre aspirant, Calandrini, se'ls atorgà la càtedra de matemàtiques, la qual s'havien de repartir. Cramer s'ocupà de la geometria i la mecànica, mentre que la trigonometria i l'àlgebra eren tractades per Calandrini. Anys més tard la càtedra de filosofia va passar a Calandrini i la de matemàtiques va ser ocupada totalment per Cramer.
Gràcies a aquesta feina va tenir l'oportunitat de viatjar entre 1727 i 1729 per conèixer grans matemàtics d'arreu d'Europa. Euler i Johann Bernoulli foren els primers amb qui va tractar, quan en el seu viatge va anar a Basilea, poc després va anar a Sant Petersburg on va coincidir amb Daniel Bernoulli. Conèixer-lo li va permetre contribuir a la teoria de la utilitat formulada per Bernoulli. També va viatjar a Anglaterra i París on va coincidir amb més matemàtics, com ara Edmond Halley, Stirling, de Moivre, Fontenelle, Buffon, Clairaut, Maupertuis.
Abans de tornar a Ginebra, Cramer va presentar un article per al premi de l'Acadèmia Francesa de les Ciències de París, el seu treball va quedar en segon lloc. En tornar a Ginebra se li va concedir la càtedra de Matemàtiques completa, ja que Calandrini va passar a la de filosofia. Els anys següents de la seva vida els va dedicar a l'ensenyament, a la correspondència amb els matemàtics que havia conegut i a fer articles d'interès. Entre aquests articles destaquen la temàtica de problemes geomètrics, la història de les matemàtiques, la filosofia i l'aurora boreal, entre d'altres. Va publicar articles sobre una àmplia gamma de temes, incloent-hi l'estudi de problemes geomètrics, la història de les matemàtiques, la filosofia i la data de la Pasqua. Es va publicar un article sobre l'aurora boreal, i un on s'aplica la llei de probabilitats per demostrar la importància de comptar amb 2 o 3 testimonis independents, més que d'un sol testimoni. També és l'autor del problema de Cramer-Castillon. El llibre més important de Cramer fou Introduction à l'analyse des lignes Courbes algebraiques, publicat en 1750, en què apareix el que avui coneixem com regla de Cramer per la resolució de sistemes d'equacions lineals.
Per encàrrec del propi Johann Bernoulli va editar les obres completes i la correspondència entre Bernoulli i Leibniz.
També va dedicar alguns anys de la seva vida al govern local de Ginebra, sent membre del Consell dels Dos-cents en 1734 i del Consell dels Setanta en 1749.
El desembre de 1751 va caure malalt i va morir el 4 de gener de l'any següent a prop de Nimes, en el curs d'un viatge que feia cap a Montpeller per intentar recuperar la seva salut.

## Teoria de la Utilitat
Daniel Bernoulli, en l'assaig Specimen Theorias Novas de Mesura Sortis, explicava el que es coneix amb la teoria de la utilitat, teoria que sorgeix de la paradoxa de Sant Petersburg. Bernoulli envià una carta a Gabriel Cramer on li anunciava aquesta paradoxa i ell li va respondre amb la solució. L'enunciat d'aquesta paradoxa demana quina ha de ser la quantitat apostada per treure beneficis en un joc que consisteix a tirar una moneda, tenint en compte que si surt cara a la primera et donen un euro, si surt a la segona la quantitat augmenta fins a dos euros, si la cara apareix a la tercera jugada l'import és de vuit euros, i així successivament. Amb una matemàtica complexa s'arriba a la solució que en apostar una gran quantitat d'euros sempre trauràs beneficis perquè si jugues infinites vegades algun cop trauràs un nombre molt alt. Però a partir d'aquesta solució esdevé la paradoxa, ja que una persona no pot jugar infinitament al joc. La teoria de la utilitat va sorgir en canviar el concepte de diners per la utilitat. Aquesta teoria és d'actual interès per a l'economia mundial.
Tot i així el text il·lustra la dificultat que encara i havia a la primera meitat del segle XVIII en estudiar la teoria de la probabilitat de forma rigorosament numèrica.

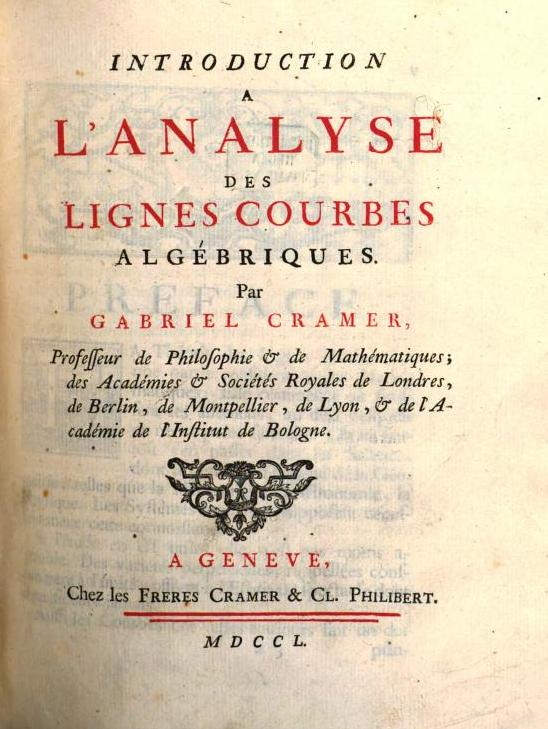
Portada de lAnalyse des lignes courbes algébriques (1750).

## Teoria de les corbes algebraiques
La seva famosa regla de Cramer s'inclou en el llibre de La teoria de les corbes algebraiques, publicat l'any 1750. A més, dins aquest llibre també s'inclou la famosa paradoxa de Cramer sobre les línies corbes.

### Regla de Cramer
Aquesta regla serveix per resoldre sistemes d'equacions lineals, tot i que cal esmentar que el matemàtic MacLaurin l'havia publicat feia dos anys. La regla exposa que, per resoldre un sistema d'equacions lineals, cal dividir el determinant de les incògnites canviant la columna de la incògnita per la del terme lliure entre el determinant de les incògnites.
Vegeu-ho millor amb l'exemple següent:

(1){\displaystyle {\begin{cases}ax+by=T\\cx+dy=P\end{cases}}}

{\displaystyle x={\frac {\begin{vmatrix}T&f\\P&d\end{vmatrix}}{\begin{vmatrix}a&b\\c&d\end{vmatrix}}}={Td-Pf \over ad-bc}}
{\displaystyle y={\frac {\begin{vmatrix}a&T\\c&P\end{vmatrix}}{\begin{vmatrix}a&b\\c&d\end{vmatrix}}}={aT-Pc \over ad-bc}.}
De la mateixa manera es faria amb sistemes d'equacions lineals més complexos.